# Till mitt eget Blue Hawaii
Till mitt eget Blue Hawaii, skriven av Rose-Marie Stråhle, är en sång som det svenska dansbandet Vikingarna spelade in på sitt studioalbum "Kramgoa låtar 18" från 1990. Den handlar om Hawaii, och blev en stor hit. Den låg på Svensktoppen i 23 veckor under perioden 7 januari-13 maj 1990, varav de nio första gångerna på listans förstaplats . I oktober 1989 vann låten "Hänts meloditävling".

## Coverversioner
- En inspelning av hårdrocksgruppen Black-Ingvars, då med hårdrocksarrangemang, låg på deras album "Earcandy Six" 1995[2] och släpptes samma år på singel. Denna singel gick in på singellistorna, där den som högst nådde 3:e plats i Sverige och 12:e plats i Norge.
- En inspelning av Östen med Resten låg på gruppens coveralbum "Originallåtar" 2001, och var 2002 B-sida till singeln "Hon kommer med solsken".[3]
- Bjørn Held skrev en text på danska, som också heter "Till mitt eget Blue Hawaii", och som spelades in av dansbandet Kandis från Danmark på albumet "Kandis live" 2004.[4]
- I Dansbandskampen 2008 framfördes låten av Scotts. Den togs även med på Scotts album På vårt sätt 2008.[5]
- I Dansbandskampen 2009 framfördes låten av Von Hofstenz.
- Under ett pausnummer i Dansbandskampen 2010 framfördes den av Gunhild Carling.

## Listplaceringar

### Black Ingvars
| Lista (1995) | Topplacering |
| ------------ | ------------ |
| Norge        | 12           |
| Sverige      | 3            |